# Scea auriflamma
Scea auriflamma är en fjärilsart som beskrevs av Jacob Hübner 1820/26. Scea auriflamma ingår i släktet Scea och familjen tandspinnare. Inga underarter finns listade.

## Bildgalleri

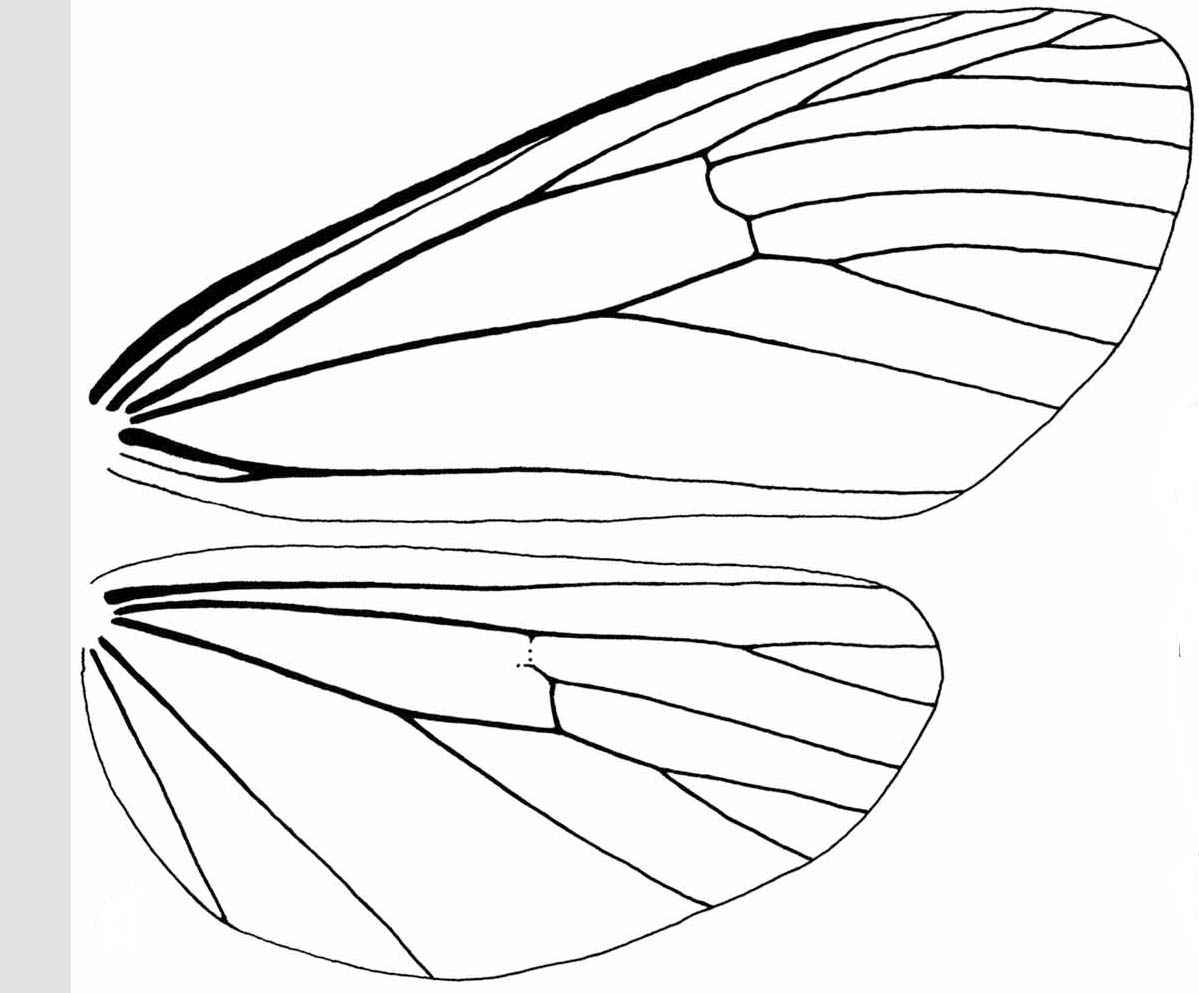